# Klaxons
I Klaxons sono un gruppo musicale synth rock inglese di Londra. Hanno sinora pubblicato tre album (Myths of the Near Future, Surfing the Void e Love Frequency), due EP e diversi singoli. Il loro nome è ispirato dalla letteratura e dalla filosofia futurista, che fa del culto dell'automobile e della velocità un elemento centrale del Manifesto del futurismo.

## Storia
Il loro primo singolo, Gravity's Rainbow, è stato distribuito in sole 500 copie nell'aprile del 2006 dall'etichetta Angular Records. Dopo essere passati alla Merok, ed aver ricevuto più attenzione da parte dei media inglesi (New Musical Express, BBC) hanno pubblicato il loro secondo singolo, Atlantis to Interzone.
Nel 2006 sono passati alla Polydor, per la quale hanno pubblicato il singolo Magick nell'ottobre 2006. Il singolo Golden Skans ha anticipato l'uscita del loro primo album ufficiale, nel gennaio 2007, chiamato Myths of the Near Future.
Nell'estate 2006 hanno partecipato a vari festival inglesi, tra cui Leeds e Reading, riscuotendo un buon successo di pubblico. Sono stati tra i gruppi principali del tour indie rave indetto dal NME e svoltosi a febbraio 2007. Il 4 settembre 2007 hanno vinto il Mercury Music Prize, con il loro Myths of the Near Future che è stato giudicato il miglior album tra i 12 candidati al premio. Sempre nel 2007 hanno partecipato all'album "We Are the Night" dei Chemical Brothers per la traccia "All Rights Reversed".

## Stile
Benché sia uno stile difficile da definire, i Klaxons si identificano con il New rave. Nella loro pagina su MySpace, definiscono la loro musica "Psichedelica / Progressive / Pop". Sicuramente sono stati molto influenzati dalla cultura rave degli anni novanta.

## Formazione
- Jamie Reynolds - voce, basso
- James Righton - voce, tastiere/sintetizzatori
- Simon Taylor-Davis (Captain Strobe) - chitarra, seconda voce
- Steffan Halperin - batteria, seconda voce

## Discografia

### Album
- 2007 - Myths of the Near Future
- 2010 - Surfing the Void
- 2014 - Love Frequency

### EP
- 2006 - Xan Valleys
- 2011 - Landmarks of Lunacy

### Singoli
- 2006 - Gravity's Rainbow - Angular Recording Corporation (500 copie)
- 2006 - Atlantis to Interzone - Merok Records (1000 copie)
- 2006 - Gravity's Rainbow - Kitsune
- 2006 - Magick - Polydor
- 2007 - Golden Skans - Polydor
- 2007 - It's not Over yet - Polydor
- 2010 - Echoes